# Čirůvka bílá
Čirůvka bílá (Tricholoma album) je nejedlá houba.

## Areál rozšíření
Roste od září do října v listnatých lesích v písčité půdě. Je rozšířená v celém mírném pásmu severní polokoule.

## Popis
Tato houba má klobouk v průměru o velikosti 50–120 mm, v mládí je klenutý, v dospělosti ploše rozprostřený, nejprve bývá celý bílý, později jemně nažloutlý (uprostřed nejtmavší), hladký, matný a holý. Lupeny jsou 4–6 mm široké, nejprve bílé, později trochu nažloutlé, při košťále zoubkem vykrojené, dosti husté, hrubé a křehké. Třeň je 50–80 mm dlouhý a 10–18 mm tlustý, nepravidelně válcovitý, plný, bílý, hladký a holý. Výtrusný prach je bílý. Někteří starší autoři ji pokládali i za jedovatou.[zdroj⁠?!]

## Synonyma
- Agaricus albus Schaeff. (1774)
- Gyrophila alba (Schaeff.) Quél. (1886)